# Блюм, Михаил Николаевич
Михаил Николаевич Блюм (13 (26) июня 1907, Владивосток — 21 мая 1970) — конструктор-оружейник, автор ряда моделей боевого, охотничьего и спортивного оружия и патронов.

## Биография
Михаил Николаевич Блюм родился 13 (26) июня 1907 года во Владивостоке в семье военного врача Николая Эдуардовича и Веры Дмитриевны Блюмов. Дед Михаила, выходец из Саксонии, был аптекарем в Киеве. Детство провёл в Киеве, а после смерти отца в 1918 году с матерью и братом вернулся на Дальний Восток. Оружием увлёкся уже в детстве. С четырнадцати лет работал разнорабочим, грузчиком и чертёжником. Учился во Владивостокском университете с 1927 года, одновременно во Владивостокском доме Красной армии начал работать стрелковым инструктором и начальником оружейной мастерской, в 1928—1929 — начальником охотугодий Владивостокского союза охотников.
В 1929 году изобрёл малокалиберную автоматическую винтовку. С ноября 1929 года призван в Красную армию, где был назначен начальником оружейных мастерских, а уже в январе 1930 года откомандирован в распоряжение Главного артиллерийского управления Красной армии, где у Блюма появилась возможность реализовать свои изобретения. Созданный в этот период однозарядный малокалиберный спортивный пистолет использовался на протяжении ряда лет. На базе малокалиберной винтовки разработал малокалиберный пулемёт, принятый на вооружение в качестве учебного оружия.
Работал с Федоровым и Дегтярёвым на Ковровском оружейном заводе. За разработку скорострельного барабанного пулемёта М. Н. Тухачевский лично премировал Блюма мотоциклом. После ареста и расстрела Тухачевского специалисты, работавшие под его началом, были репрессированы или уволены. Блюм лишился возможности заниматься разработкой оружия, перебрался в Москву и работал инструктором по стрельбе. К конструкторской работе вернулся уже во время войны, этот период отмечен разработкой мощного противотанкового ружья.
С 1947 года наряду с разработками боевого оружия М. Н. Блюм занимался и гражданским оружием и боеприпасами. Разработал комплекс охотничьих патронов для нарезного оружия на базе имевшихся компонентов, но с меньшими калибрами, а позднее — дальнобойное охотничье ружье.
С 1950 года М. Н. Блюм был постоянным экспертом по охотничьему оружию и боеприпасам на ВДНХ СССР, а позднее вошёл в состав комитета совета ВДНХ СССР. Был членом научно-технического совета по охотничьему оружию Главприроды МСХ СССР и Министерства оборонной промышленности СССР. Автор нескольких книг и статей. Награды М. Н. Блюма переданы в Военно-исторический музей в Санкт-Петербурге..

## Личная жизнь
С будущей женой, Антониной Николаевной Соколовой (Блюм) Михаил Николаевич познакомился во Владивостоке, где бывшая смолянка училась на факультете иностранных языков. Англо-русский оружейно-технический словарь, вышедший в 1947 году, составлен супругами совместно.
М. Н. Блюм коллекционировал оружие и был отменным стрелком, бывал на охоте.
В семье родились двое сыновей: Михаил в 1933 году в Коломне и Алексей в 1937 году в Коврове. Отец с раннего детства обучал детей стрельбе из разных видов оружия. Оба сына стали известными оружейниками и охотниками.